# Zdonków
Zdonków dawniej też Zdunków – wieś w Polsce położona w województwie mazowieckim, w powiecie przysuskim, w gminie Borkowice. Ma status sołecta.
Prywatna wieś szlachecka Zdunków, położona była w drugiej połowie XVI wieku w powiecie radomskim województwa sandomierskiego. W latach 1975–1998 miejscowość administracyjnie należała do województwa radomskiego.
Wierni Kościoła rzymskokatolickiego należą do parafii Świętego Krzyża w Borkowicach.